# 2050-ті
2050-ті роки — VI десятиліття XXI століття нової ери, включає роки від 2050 до 2059.

## Вигадані події
- Дія відеогри Deus Ex відбувається 2052 року.
- Дія роману Джона Крістофера «Гвардійці» відбувається від 2052 до 2053 року.
- Дія фільму «Неонове місто» відбувається 2053 року.
- Згідно з фільмом «Зоряний шлях: Перший контакт» III Світова війна закінчиться 2053 року.
- Дія фільму «Особлива думка» відбувається 2054 року.
- Дія фільму «Ренесанс» відбувається в Парижі 2054 року.
- Кілька сцен фільму «Ego Trip» популярного мультсеріалу «Лабораторія Декстера» відбуваються 2055 року.
- Дія оповідання «І грянув грім» Рея Бредбері відбувається 2055 року.
- Дія фільму «Червона планета» відбувається 2057 року.
- Дія фільму «Пекло» відбувається 2057 року.
- Дія фільму «Сурогати» відбувається 2057 року.
- Дія фільму «Загублені в космосі» починається 2058 року.
- Дія аніме «Macross Frontier» відбувається 2059 року.
- Дія серії «Води Марса» телесеріалу «Доктор Хто» відбувається 2059 року.